# Партичеле (Лука)
Партичеле је насеље у Италији у округу Лука, региону Тоскана.
Према процени из 2011. у насељу је живело 39 становника. Насеље се налази на надморској висини од 206 м.